# Dichapetalum dewildei
Dichapetalum dewildei är en tvåhjärtbladig växtart som beskrevs av F.J. Breteler. Dichapetalum dewildei ingår i släktet Dichapetalum och familjen Dichapetalaceae. Inga underarter finns listade i Catalogue of Life.